# Quai de la Goffe
Le quai de la Goffe est un quai de la Meuse dans la ville de Liège. C'est un des quais où se déroule le marché dominical de la Batte.

## Odonymie
Goffe en wallon signifie « gouffre ». Dans le monde des bateliers et des pêcheurs, il indique un endroit plus profond dans un cours d'eau. Cette plus grande profondeur d'eau est naturelle car l'endroit est une rive concave du fleuve.

## Architecture
Outre la maison Havart sise au no 41 et datant du XVIe siècle, le quai comporte l'immeuble situé au no 7 dite maison du Canon d'or et celui situé au no 9 dite maison Aux 3 cygnes 1690 datant du XVIIe siècle.
Au no 13, entre la rue de la Boucherie et le quai de la Goffe se situe la halle aux viandes, longtemps considéré comme le plus vieil édifice public de la ville.
En 1888 fut installée une fontaine Montefiore au carrefour avec la rue de la Goffe. À dater de 1954, elle avait été déplacée de quelques mètres vers la rue de la Cité et remplacée par celle de la place de la Vieille Montagne après avoir été détruite par un camion,.

## Voiries adjacentes
De la rue de la Cité et du quai de la Ribuée vers la Batte :
- rue de la Goffe,
- rue de la Halle,
- rue Barbe-d'Or.

## Galerie

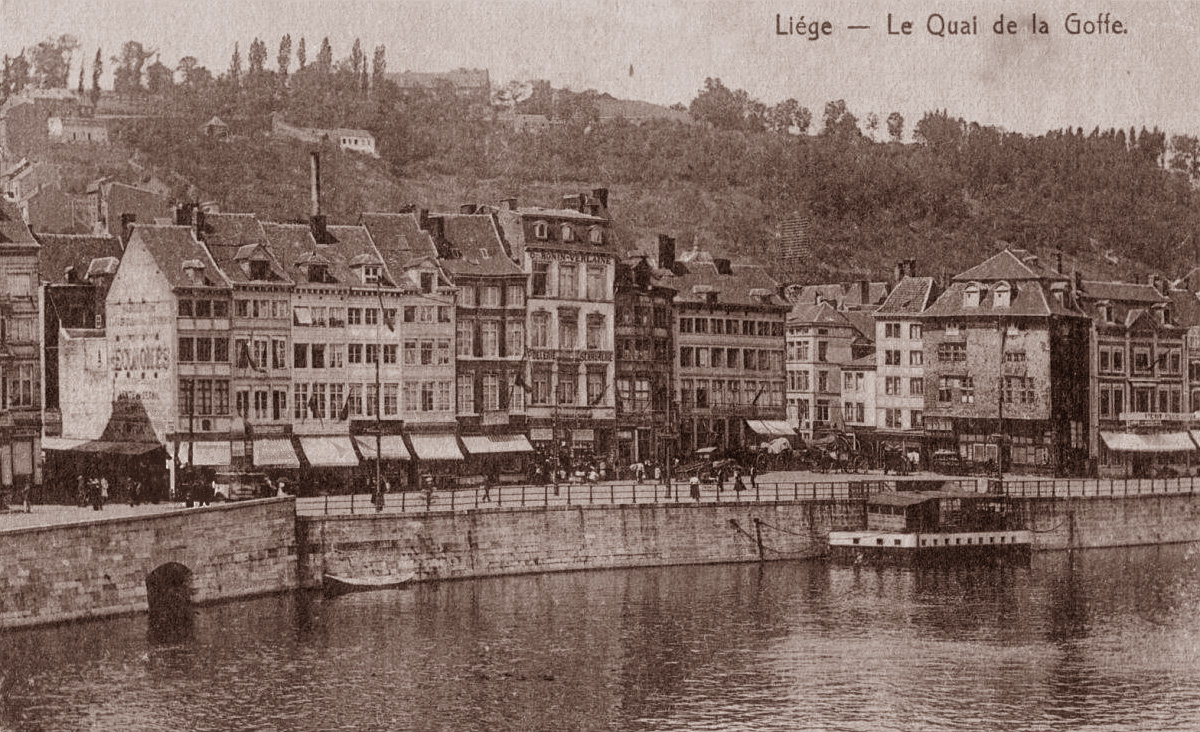
Vue générale du quai, incluant les maisons démolies en 1957.
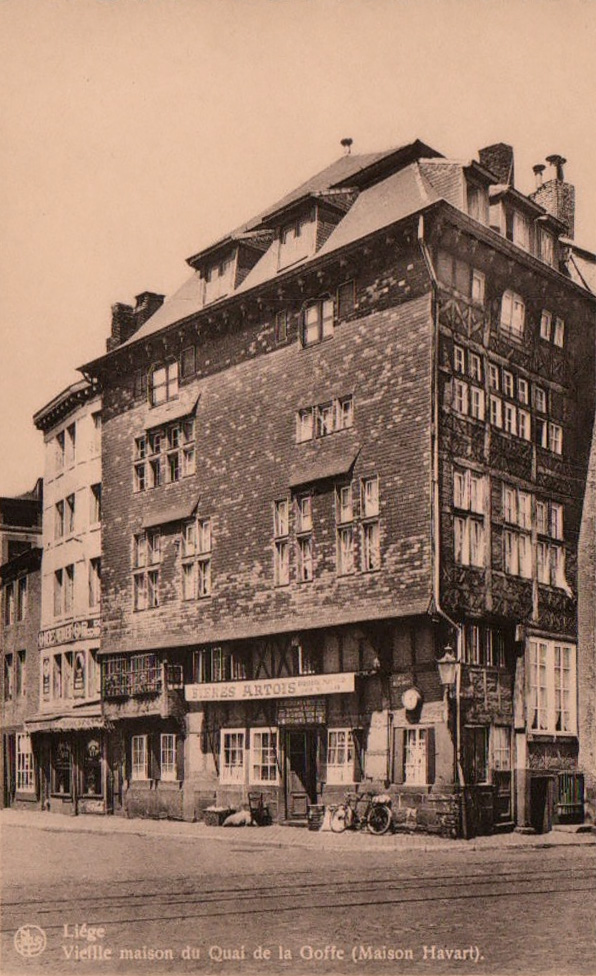
La maison Havart au début du XXe siècle.
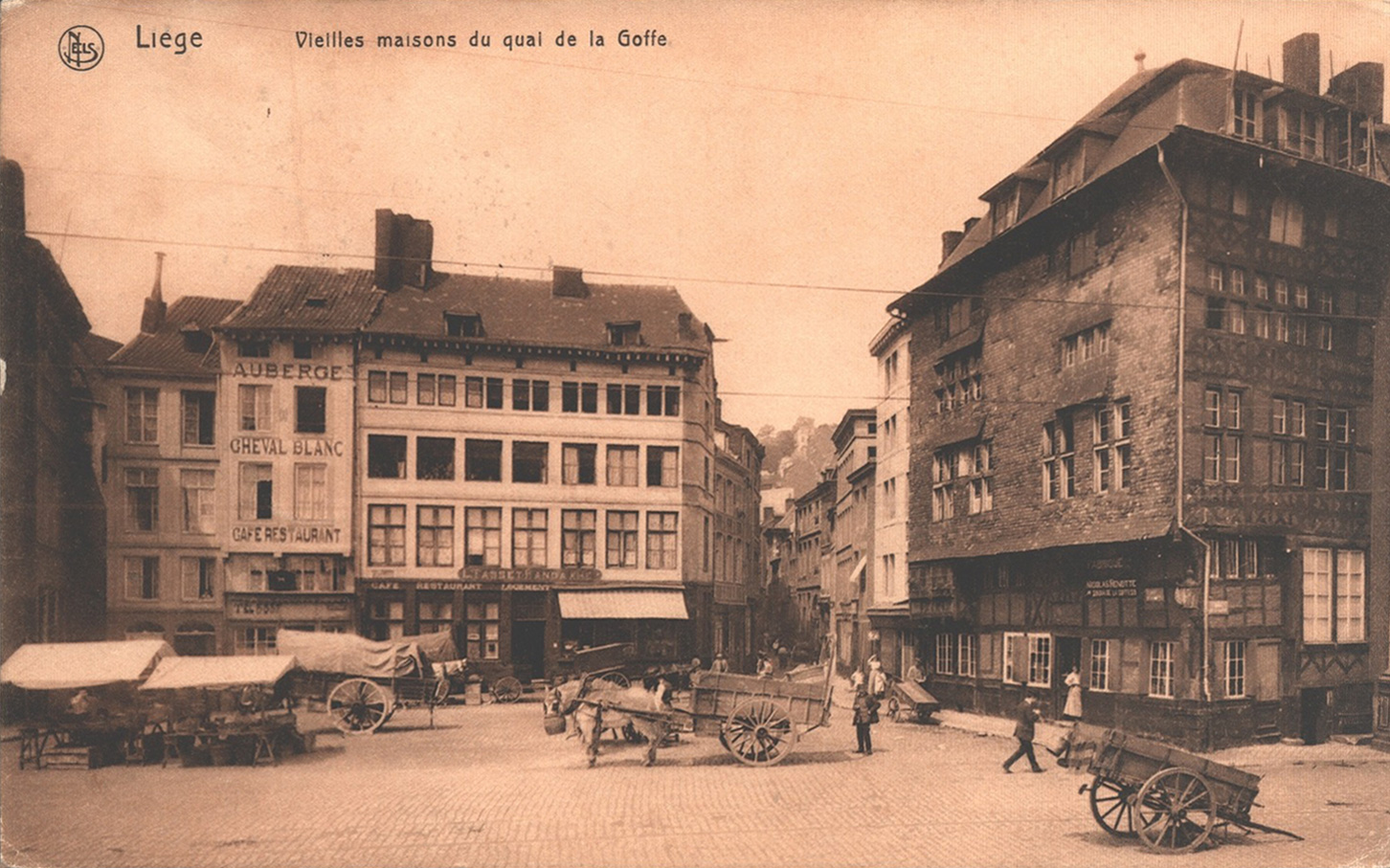
La maison Havart et les bâtiments voisins entre-temps démolis.
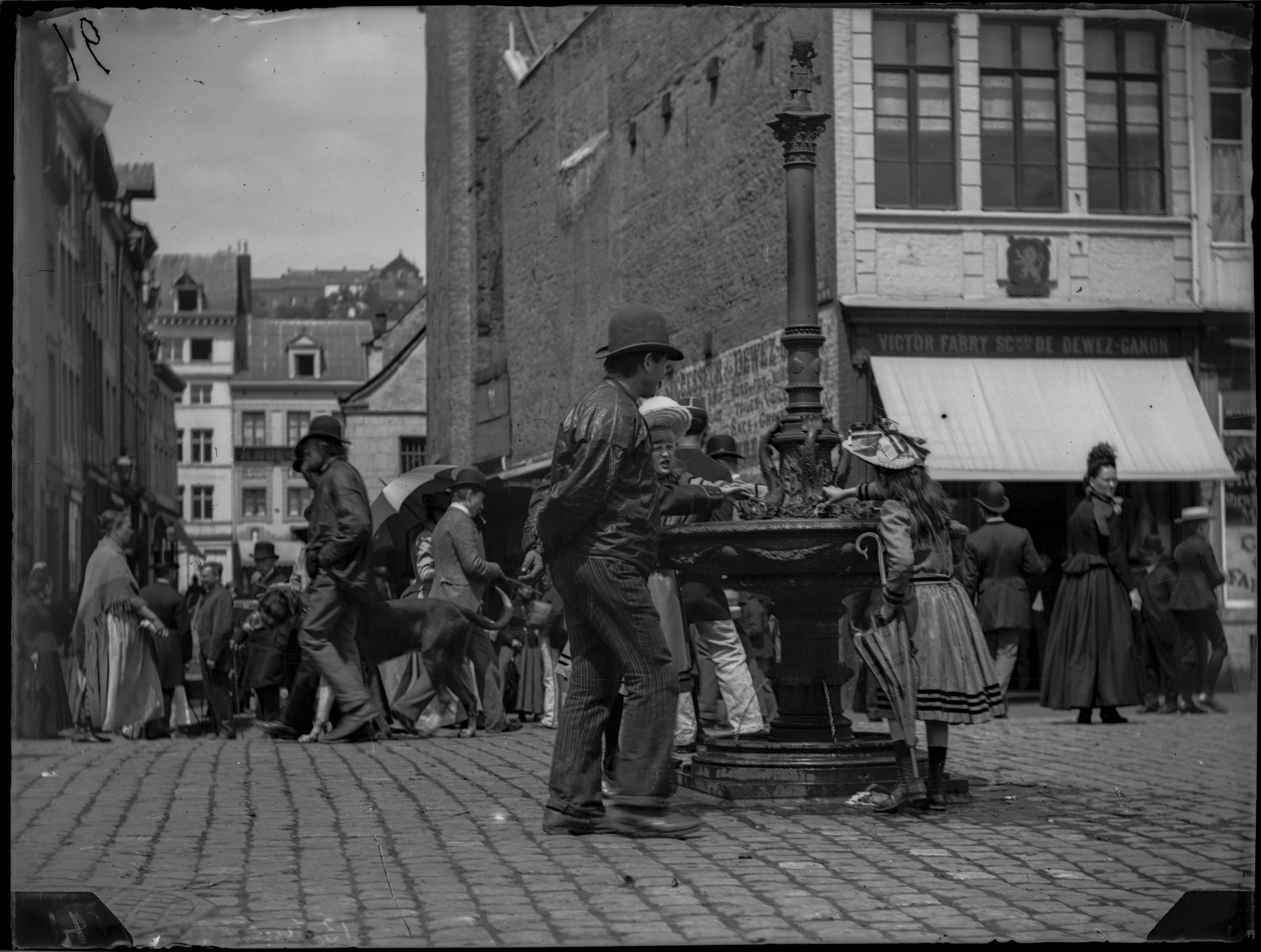
Fontaine Montefiore en 1890.
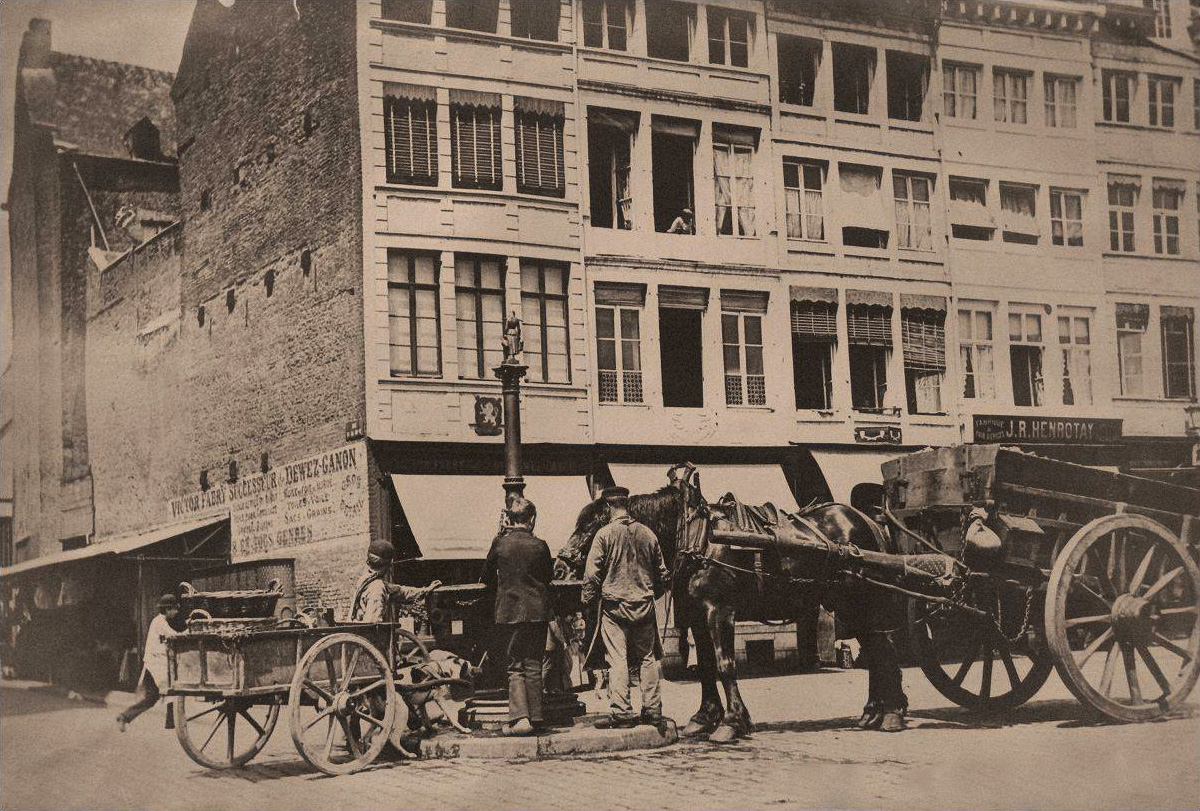
Chien et cheval à la fontaine Montefiore.
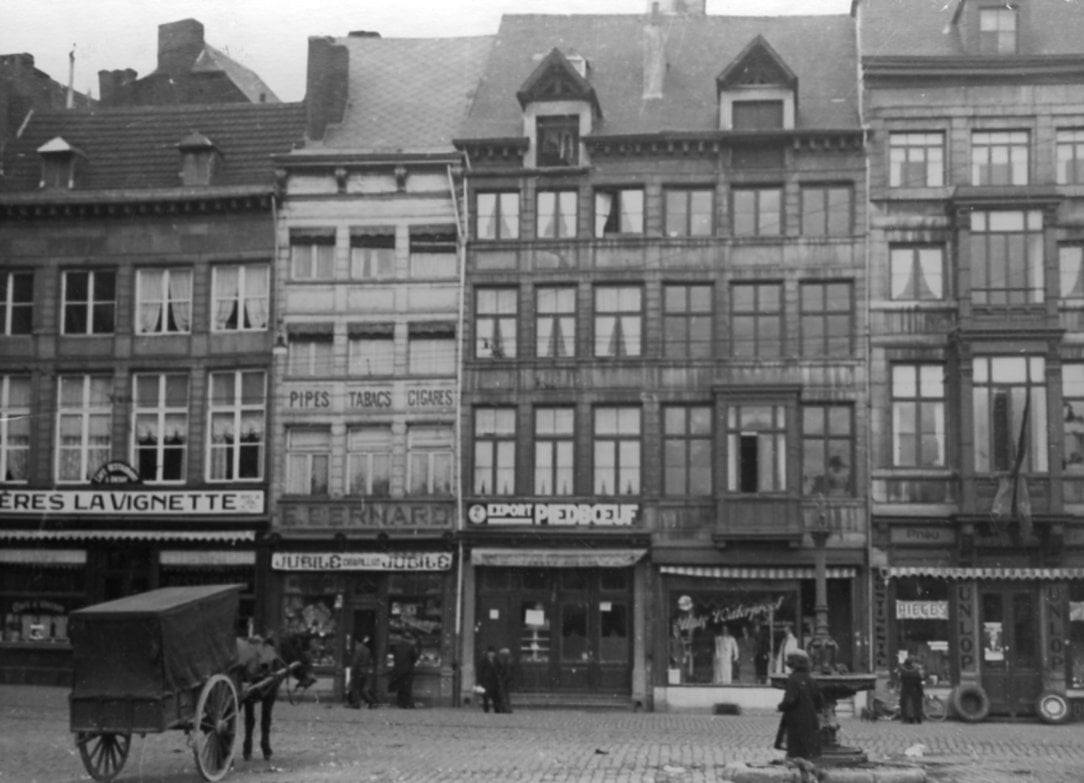
Les maisons du côté impair du quai et la fontaine Montefiore déplacée au début du XXe siècle.
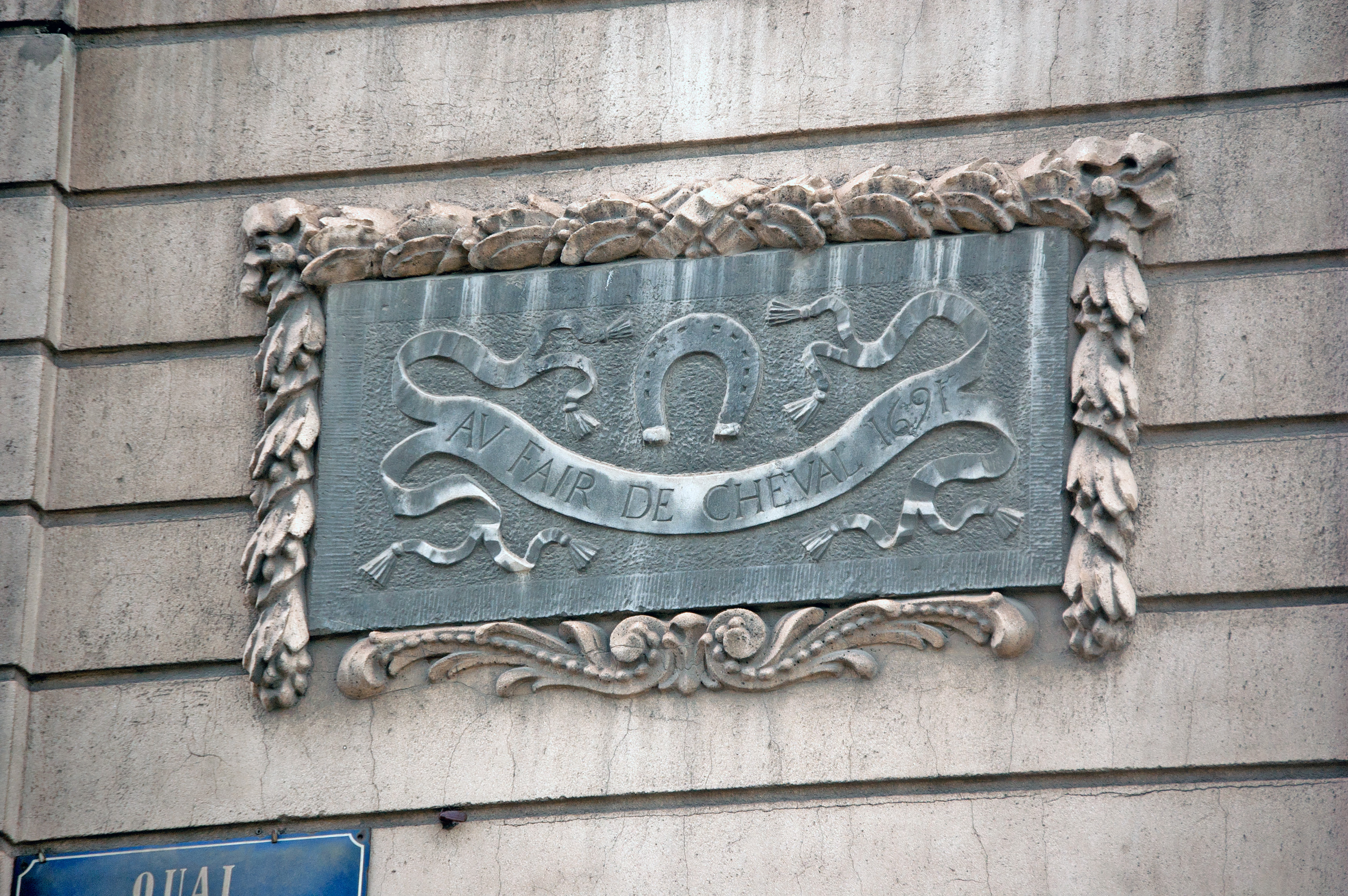
Enseigne « Au fair de cheval », au no 1.
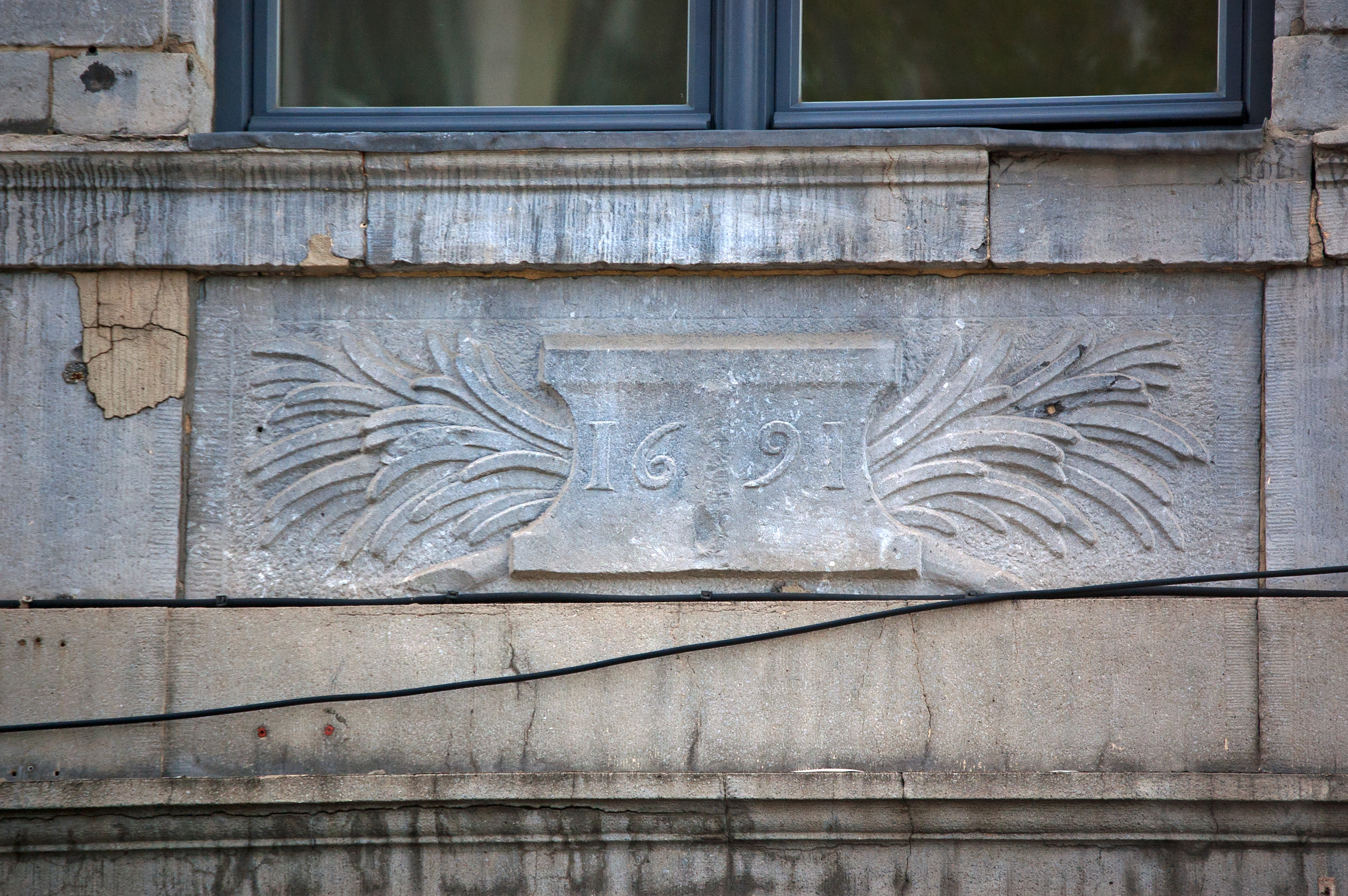
Enseigne « À l'enclume d'or », au no 3.
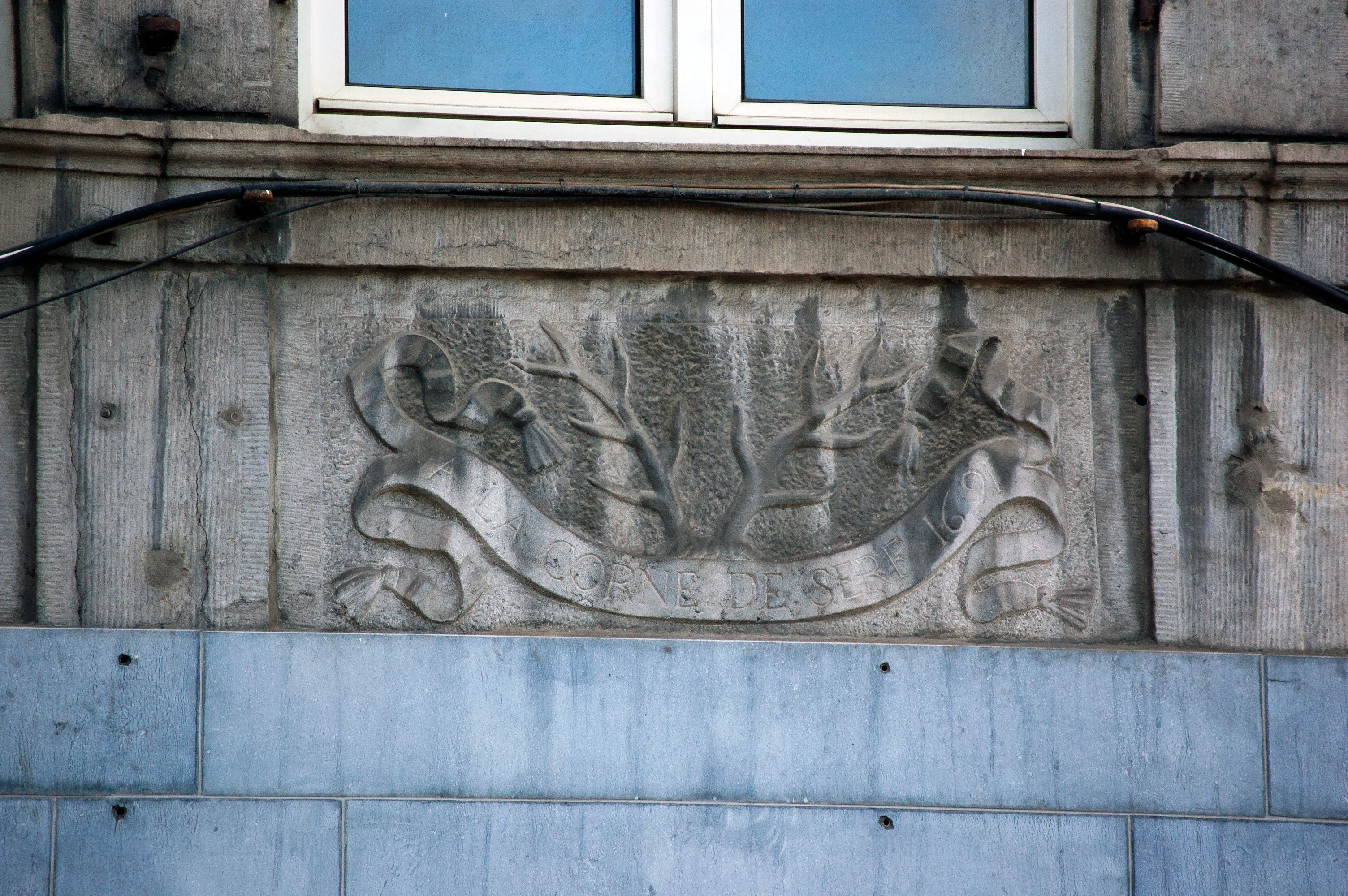
Enseigne « À la corne de serf », au no 5.
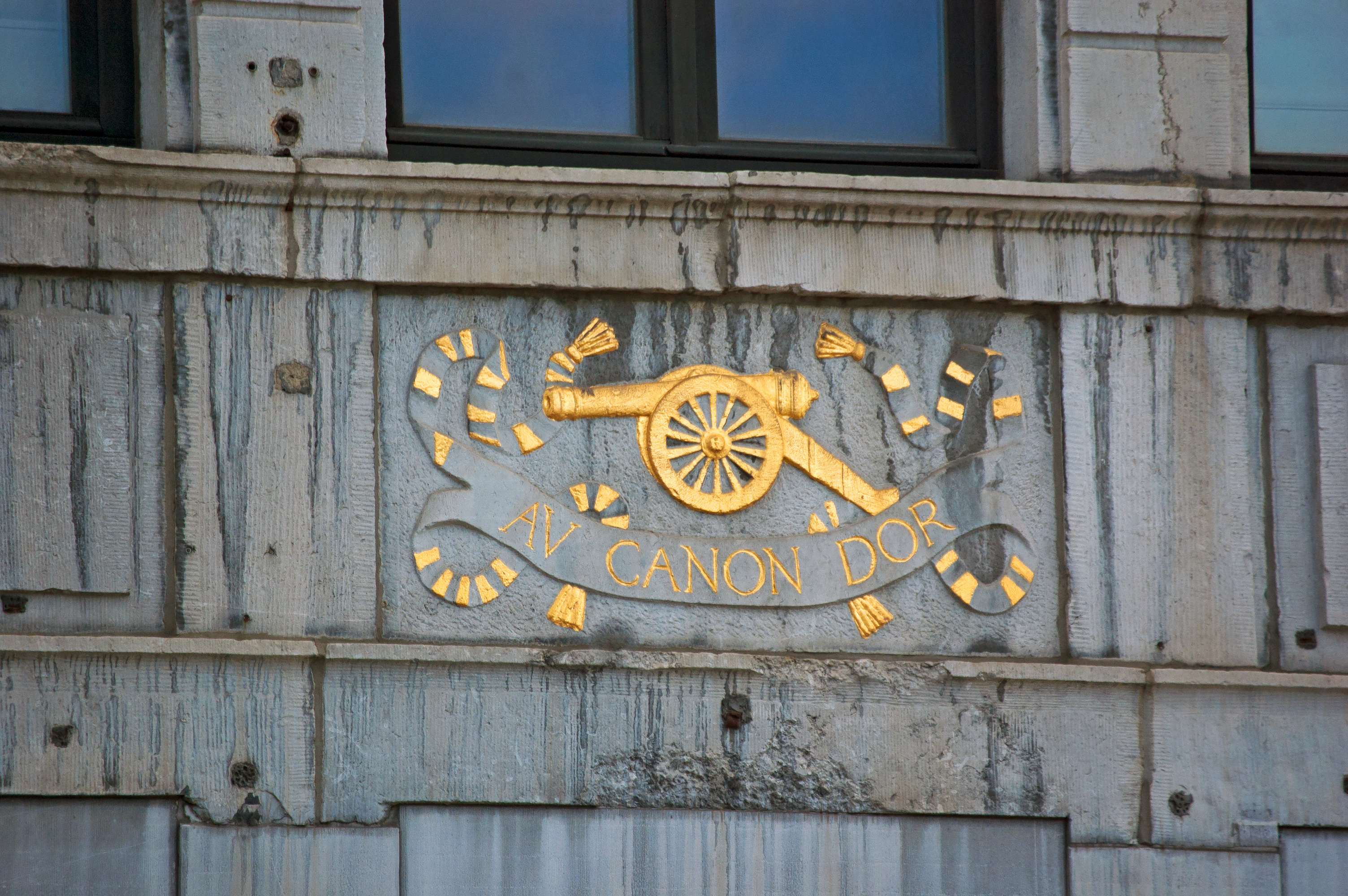
Enseigne « Au canon d'or », au no 7.
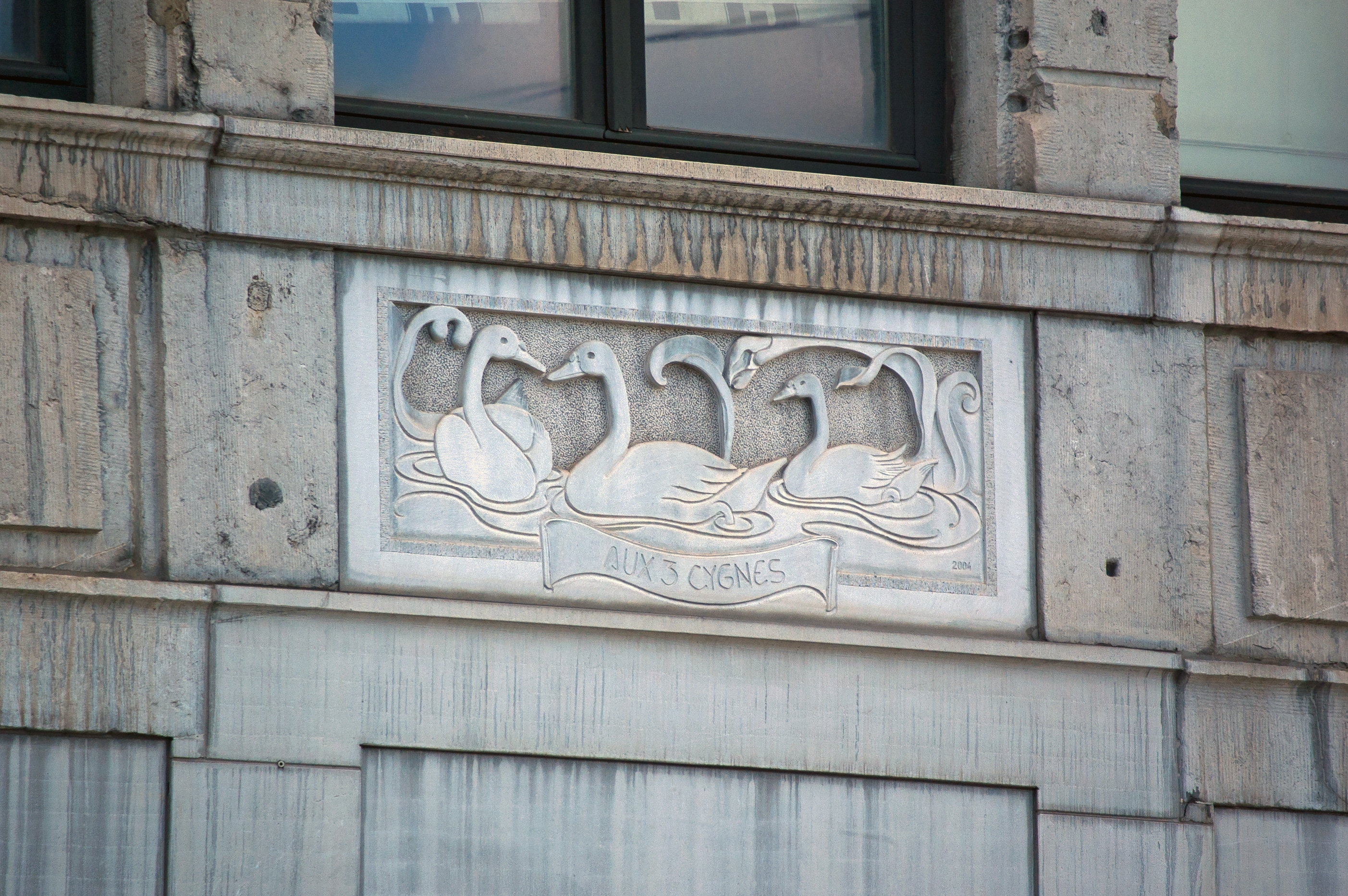
Enseigne « Aux 3 cygnes », au no 9.